# Vencer el miedo
Vencer el miedo (en français : « Vaincre la peur ») est une telenovela mexicaine produite par Rosy Ocampo pour Televisa. Elle est diffusée entre le 20 janvier et le 22 mars 2020 sur la chaine Las Estrellas.

## Synopsis
L'histoire raconte la vie de quatre femmes de la même famille mais d'âges différents et aborde des thèmes communs à de nombreuses femmes : grossesse précoce, harcèlement sexuel, violences conjugales.
Marcela Duran (Paulina Goto), est une adolescente courageuse qui aime peindre des croquis sur papier Roca de la Esperanza, le quartier où elle vit avec sa famille. Un jour dans le parc, elle rencontre Rommel Guajardo (Emmanuel Palomares), un jeune manipulateur, chef du gang « Les Peñones », dont elle tombe amoureux et finit par devenir la petite amie. Mais Marcela ne connaît pas la vérité sur Rommel. Quelques jours plus tard, fatiguée des taquineries et des mauvais traitements de son père, elle dit à Rommel qu'elle veut quitter sa maison. Le jour où le village célèbre le « Saint enfant de l'espoir », Rommel convainc Marcela de voler un véhicule pour quitter son ancienne vie. Quelques minutes plus tard, Marcela va changer sa vie en acceptant de voler le véhicule, où ils retrouvent un corps sans vie dans le coffre, celui de l'homme d'affaires Fabián Cifuentes (Moisés Arizmendi). Marcela est arrêtée à tort pour le meurtre de l'homme d'affaires. Les circonstances de sa mort comme le lieu où se trouve le véritable meurtrier restent un mystère. Trois ans plus tard, Marcela est libérée de la prison pour mineurs, lorsqu'elle prouve qu'elle n'est pas la véritable meurtrière. C'est alors qu'Horacio Cifuentes (César Évora) ordonne à Marcela d'enquêter sur la mort de son fils, en échange de sa liberté ; elle n'est pas seule lors de ce voyage, étant accompagnée d'Omar Cifuentes (Danilo Carrera), le fils de Fabián, qui cherche également le véritable meurtrier de son père.
Cristina Durán (Jade Fraser), est la sœur aînée de Marcela, dont la plus grande passion est la natation. Pendant une formation, Cristina tombe amoureuse de Rafael (Enrique Montaño), un jeune homme honnête, noble et athlétique, mais leur relation se termine lorsque Cristina est violée par Mitre (Pedro de Tavira). Trois ans plus tard, Cristina obtient un emploi au ministère public du quartier où elle vit, mais elle revit son traumatisme lorsqu'elle est harcelée par son supérieur Rubén Olivo (Marcelo Córdoba). Cristina, en le dénonçant et en sachant que ses autres collègues ont été maltraités par Mitre, décide de briser le silence et de lutter contre les violences sexuelles.
Areli Bracho (Emilia Berjón) est une jeune lycéenne dont la mère lui a laissé un orphelin lors de l'arrestation de Marcela. Mais avant cela, ses parents, Magdalena Mendoza (Margarita Magaña) et Lorenzo Bracho (Axel Ricco), vivent comme une famille exemplaire, à l'abri des préjugés et des combats, Areli est fan de football et du Club América, tout comme ses parents. Ce fut votre relation la plus proche. Après la mort de Magdalena, Lorenzo commence à sortir avec sa collègue Elvira (Michelle González), que Areli n'aime pas parce qu'elle est une femme cynique, partielle, chantage, matérialiste et menteuse. Après cela, Areli commence à avoir une mauvaise relation avec son père, mais en même temps, elle rencontrera Yahir (Alessio Valentini), un jeune homme de son âge dont elle tombe amoureuse, mais le père d'Areli rejette son cœur. Pour cette raison, Elvira se souvient des idées préconçues sur le jeune homme. Areli n'est pas seule, mais sa tante, Maru Mendoza (Gabriela Carrillo) la soutient, qui l'aide à rétablir son lien avec son père et à apprendre à avoir une sexualité responsable.
Inés Bracho (Arcelia Ramírez), est la mère de Cristina, Marcela et Lorenzo. Elle vit avec ses filles et son mari Vicente Durán (Alberto Estrella). Elle vit et souffre quotidiennement des moqueries, des insultes et de l'humiliation que lui fait subir son mari. Elle ne peut plus supporter les violences et l'infidélité constante de Vicente avec d'autres femmes, et touche le fond quand elle apprend que Marcela répète le même schéma avec Rommel. Elle décide donc de divorcer avec le soutien de ses filles, apprenant comment mettre fin à un mariage toxique, comment vivre sans avoir besoin d'être assisté par un homme et comment se revoir comme une femme pleine de vertus.

## Distribution
- Paulina Goto : Marcela Durán[1],[2]
- Danilo Carrera : Omar Cifuentes[1]
- Jade Fraser : Cristina Duran
- Emmanuel Palomares : Rommel Guajardo
- César Évora : Don Horacio Cifuentes[1]
- Arcelia Ramírez : Ines Durán[1]
- Alberto Estrella : Don Vicente Montemayor[1]
- Axel Ricco : Lorenzo Bracho
- Alejandro Ávila : Don David Cifuentes
- Pablo Valentín : Tulio Menéndez
- Marcelo Córdoba : Rubén Olivo
- Beatriz Moreno : Efigenia Cruz « Doña Efi »[1]
- Carlos Bonavides : Padre Antero[1]
- Gabriela Carrillo : María Eugenia « Maru » Mendoza
- Michelle González : Elvira Tinoco
- Geraldine Galván : Jaqueline Montes
- Nicole Vale : Rebeca Rodríguez
- Enrique Montaño : Rafael Conti
- Karla Esquivel : Silvia Muñoz
- Yurem Rojas : Julio Ibarra
- Luis Fernando Ceballos  : Uriel López
- Margarita Magaña : Magdalena « Magda » Mendoza
- Ariane Pellicer : Guadalupe « Lupe »
- Moisés Arizmendi : Fabián Cifuentes
- Arlette Pacheco : Carmela

## Production
La série est une coproduction entre Televisa et Population Media Center, une organisation non gouvernementale avec laquelle l'équipe de production travaille pendant près de trois ans. La telenovela est produite par Rosy Ocampo. Celle-ci se fixe pour objectif de jouer un rôle social en faisant diminuer, par la prévention, le nombre de grossesses précoces — un problème fréquent au Mexique. 
Le tournage a lieu au sud de Mexico. Il commence le 2 juillet 2019 et se termine le 18 octobre 2019 à Mexico.
Les acteurs Paulina Goto et Danilo Carrera sont annoncés pour incarner les personnages principaux. César Évora, Carlos Bonavides, Jade Fraser et Alejandro Ávila font aussi partie du casting.
La telenovela change de titre lors de la phase de post-production, en novembre 2019. Initialement intitulée Vencer el silencio (« Vaincre le silence »), le titre du projet devient Vencer el miedo (« Vaincre la peur »).

## Diffusion télévisée et accueil
Au début de sa diffusion, la production affirme que Vencer el miedo raconte « une histoire divertissante et drôle pour toute la famille ». Le premier épisode passe le 20 janvier 2020 à la télévision, sur la chaîne Las Estrellas.